# The Amazing Spider-Man and Captain America in Dr. Doom's Revenge!
The Amazing Spider-Man and Captain America in Dr. Doom's Revenge! es un videojuego desarrollado por Paragon Software Corporation e incluía diversos personajes de Marvel comics.

## Trama
El presidente de Latveria, Dr. Doom, es un enemigo terrible, por lo que cuando trama un plan para volar la ciudad de Nueva York con una bomba atómica robada, un superhéroe de Marvel no es suficiente para detenerlo. Como explica el cómic profusamente dibujado incluido con el juego, Spider-Man y el Capitán América deben unir fuerzas para ir a Latveria y frustrar sus planes.

## Jugabilidad
La acción principal del juego es un beat 'em up de desplazamiento lateral, en el que se controla alternativamente a los dos personajes. Cada uno tiene sus propios movimientos para enfrentarse a The Rhino, Electro y otros enemigos. Los movimientos dependen del contexto en función de la distancia entre el personaje y el oponente. Las barras de energía disminuyen a medida que cada uno recibe golpes. Después de cada sección, obtienes secuencias de cómics como recompensa y para establecer el escenario de la historia en evolución.

## Versiones
Se desarrollaron versiones para Amiga, Amstrad CPC, Atari ST, Commodore 64, MS-DOS y ZX Spectrum.